# Васильєва Надія Борисівна
Надія Борисівна Васильєва (нар. 2 березня 1976 р.) — бізнес-лідерка, експерт з цифрових технологій, цифрової трансформації та цифрової економіки та розвитку ІТ-бізнесу, кандидат економічних наук, співзасновниця Digital Transformation Consulting та співзасновниця Інституту Цифрової трансформації, екс-керівник «Майкрософт Україна».Незалежна директорка в наглядових радах міжнародних компаній, науковиця, громадська діячка  та є менторкою програм жіночого лідерства.

## Життєпис
Надія Васильєва народилась у 1976 році в місті Київ.

## Освіта
Закінчила Київський національний університет імені Тараса Шевченка, економіст, а також магістр міжнародного права Київський інститут міжнародних відносин, закінчила аспірантуру з London Charter Institute of Marketing, здобула EMBA, кандидат економічних наук. У 2019 році завершила навчання у MIT Sloan Executive Education за програмою цифрових бізнес-моделей. У 2022 році вона отримала диплом з цифрової трансформації в Purdue University, США.

## Кар'єра
До 1997 року обіймала посаду директора з продажу та маркетингу East European Communication Service Ltd. (BEEPER Company).
Понад 10 років, до 2010 року працювала в Київстарі. Починала з посади менеджера з маркетингу і піднялась кар'єрними сходами до керівника бізнес-підрозділу В2В.
Після цього перейшла на посаду генерального директора українського представництва Amway, де керувала командою із біля 300 співробітників.
У 2012 році Надія Васильєва приєдналася до команди «Майкрософт Україна» як директор по роботі з органами влади, державними підприємствами, установами освіти і науки та охорони здоров'я. У цій ролі Надія відповідала за розробку і реалізацію довгострокової стратегії по взаємодії з державними органами, включаючи програми з легалізації програмного забезпечення в державних органах та ініціативи з корпоративної соціальної відповідальності, роботи із захисту інтелектуальної власності. У жовтні 2014 році вона зайняла посаду генерального директора «Майкрософт Україна».
За результатами 2015 року Надія та її команда топ-менеджменту України отримала визначну нагороду та увійшла до Платинового клубу корпорації Майкрософт. У липні 2016 року Надія була підвищена до Генерального директора Чорноморського регіону.
З 1 грудня 2017 року пішла з посади генерального директора «Майкрософт Україна» для подальшого навчання і викладання та кар'єри Незалежного директора Наглядових Рад .
З квітня 2018 року Надія стала Незалежним членом Наглядової Ради українського банку Італійської групи Intesa Sanpaolo Group Правекс банк. У вересні 2019 року Надія перейшла Незалежним Директором до банку Credit Agricole Ukraine. З липня 2018 року Надію запросили у Наглядову Раду Фонду Східна Європа, де голосуванням у липні 2019 року Надію обрано головою Комітету Фінансів. У грудні 2018 Надія перемогла у конкурсі на зайняття позиції Незалежного директора державного підприємства Прозорро.Продажі та у лютому, голосуванням була обрана Головою комітету Стратегії цієї Наглядової Ради. У 2018-2019 роках була незалежною директоркою Intesa Sanpaolo Group (Україна/Італія). З 2020 року є членкинею наглядової ради Dental Tech Group (Ірландія), а з 2023 року — керуючою партнеркою венчурного фонду Freedom Fund VC (Німеччина, США), відповідальною за аналіз та розподіл інвестиційного капіталу.
Рішенням вченої Ради ПВНЗ «Міжнародний Інститут Бізнесу» 1 лютого 2019 року Надія отримала диплом почесного доктора МІБ.
З квітня 2019 року є партнером та координатором Першого Американського інкубатору в Україні у партнерстві із USAID різноманітними університетами світу - EO Business Incubator.
14 грудня 2019 року Надія була призначена на посаду Заступником Генерального директора ДП Укроборонпрому з цифровізації та інновацій після певного терміну Радника Генерального директора цієї компанії.
2018 – дотепер – Засновниця та директорка Digital Transformation Institutе.

## Громадська діяльність
Надія Васильєва - активістка з питань гендерної рівності та просування жінок у STEM-дисциплінах, розбудовниця таких рухів як WELDI від ACC, Inner wheel від European Woman Entrepreneurship та Women in Boards 2020.Також Надія є менторкою у GAP-програмі Bank of America, допомагаючи жінкам-лідерам розвивати свої навички.
У 2018 році стала співзасновницею Інституту цифрових трансформацій (Digital transformation institute, DTI), метою якого є побудова ринку цифрових технологій, підвищення конкурентоспроможності та перетворення України в розвинену технологічну країну. Інститут займається популяризацію в України Цифрової трансформації, розвиває методологію та робить дослідження ринку.
Станом на листопад 2019 року Надія є головою комітету Стратегії Наглядової Ради Прозорро.Продажі, та Головою фінансового комітету Фонду Східна Європа, а також Головою Наглядової Ради Інституту Цифрової Трансформації.
З 2020 – Професорка Львівської бізнес-школи Українського католицького університету, де викладає курси з цифрової трансформації, стратегічного управління та лідерства.
Вона також проводить тренінги та лекції для керівників компаній та державного сектору, сприяючи розвитку цифрової економіки в Україні.

## Нагороди та досягнення
- 2018 – Переможниця Liverpool 2018 International Competition of Woman Startups
- 2018 – "Жінка-амбасадор IT-індустрії" (Міністерство економіки України)
- 2016 – Platinum Award від Microsoft
- 2012 – "Кращий регіон з прибутковості" в Amway
- 2010 – Gold Star Award від Київстар